# ITA Masters 2015
Das Oracle/ITA Masters 2015 war ein Tennisturnier im US-amerikanischen College Tennis. Es war die erste Auflage des Turniers und wurde vom 18. bis 20. September auf dem Gelände des Malibu Racquet Clubs im kalifornischen Malibu ausgetragen.

## Herreneinzel

### Setzliste
| Nr. | Spieler             | Erreichte Runde |
| --- | ------------------- | --------------- |
| 01. | Áxel Álvarez Llamas | 1. Runde        |
| 02. | Ryan Shane          | 1. Runde        |
| 03. | Julian Lenz         | 1. Runde        |
| 04. | Quentin Monaghan    | 1. Runde        |

## Herrendoppel

### Setzliste
| Nr. | Paarung                   | Erreichte Runde |
| --- | ------------------------- | --------------- |
| 01. | Ben Wagland Austin Smith  | 1. Runde        |
| 02. | Luca Corinteli Ryan Shane | Sieg            |

## Dameneinzel
| Nr. | Spieler          | Erreichte Runde |
| --- | ---------------- | --------------- |
| 01. | Maegan Manasse   | Halbfinale      |
| 02. | Stephanie Wagner | 1. Runde        |
| 03. | Sydney Campbell  | 1. Runde        |
| 04. | Danielle Collins | Sieg            |

## Damendoppel
| Nr. | Paarung                         | Erreichte Runde |
| --- | ------------------------------- | --------------- |
| 01. | Maegan Manasse Denise Starr     | Halbfinale      |
| 02. | Sydney Campbell Courtney Colton | Halbfinale      |

## Mediale Verwertung
Die Einzelfinals der Damen und Herren wurden live im Tennis Channel übertragen.